# Combate de Sángrar
El combate de Sángrar o de Sangra ocurrió en la hacienda de Sángrar, provincia de Canta, en la sierra de Lima, durante la primera de las expediciones chilenas en la Campaña de la Sierra en la guerra del Pacífico. Se enfrentaron un destacamento del Ejército de Chile y tropas del Ejército del Perú.
Pese a que el nombre de la localidad es Sángrar, en Chile se le conoce como batalla (combate) de Sangra.

## Expedición de Letelier
Apenas ocupada Lima, se formaron en la sierra peruana fuerzas militares que no estaban dispuestas a negociar con el gobierno de ocupación. Cuando las noticias de la resistencia a las órdenes de Lima se comenzaron a repetir, el gobierno de ocupación organizó una expedición bajo el mando de Ambrosio Letelier Salamanca que debía terminar con los restos de las fuerzas peruanas en la Sierra. Entre otros de los deberes encomendados, Letelier debía imponer cupos de guerra a los pueblos a que llegara para contribuir al mantenimiento de la tropa. Este jefe, sin embargo, transgrediendo las órdenes que tenía, ordenó cupos indebidos y permitió que oficiales subalternos también lo hicieran. El cometido de la expedición fue empañado por los abusos de poder que tuvieron lugar en cada pueblo por donde pasaba la división realizando saqueos, incendios, violaciones y asesinatos. Cuando el contraalmirante Patricio Lynch, ya nombrado general en jefe, se enteró de esta situación, ordenó de inmediato el proceso de Letelier y dos jefes divisionarios y el retorno de la división a Lima.
La división de Letelier tuvo varios combates con fuerzas militares peruanas. Además de las fuerzas peruanas que se organizaban en el Departamento de Junín y hacia Canta, también el prefecto de Lima, coronel José Agustín Bedoya, organizó algunas fuerzas para enfrentar a los chilenos.
El 21 de junio de 1881, se recibió en Canta una nota amenazante del teniente coronel Letelier desde Cerro de Pasco a las autoridades de la provincia de Canta, conminándolas a deponer las armas. Una junta de vecinos determinó efectuar acciones defensivas con el Batallón Canta N.º 1, que estaba al mando del coronel Manuel de la Encarnación Vento. Dos compañías del batallón habían sido enviadas al distrito de Laraos, a someter a los guerrilleros que en ese lugar cometían algunos excesos permitidos por el comandante Aparicio.
Para proteger el repliegue de la división Letelier a Lima, el 20 de junio el comandante Méndez envió desde Casapalca, una compañía del batallón Buin 1º de Línea para protegerla en su retirada, al mando del capitán José Luis Araneda al poblado de Cuevas, a 3 leguas de distancia, en la provincia de Canta. Araneda fijó su campamento en la hacienda Sángrar, de propiedad del ingeniero Norberto Vento, padre del coronel Vento, dejó 15 soldados al mando de un sargento en Cuevas, envió un grupo a buscar reses y se quedó con 52 soldados en Sángrar.

## Fuerzas enfrentadas
Las fuerzas chilenas estaban conformadas por 78 hombres de tropa, 3 subtenientes y una corneta, todos al mando del capitán Araneda, en total, 83 hombres.
Las fuerzas peruanas eran fuerzas del batallón Canta N.º 1, incompleto, al mando del coronel Vento, más una partida de voluntarios que se unieron en el camino como guerrilleros, al mando del subprefecto Emilio Fuentes, que sirvieron de auxiliares. En el parte oficial peruano se menciona que el Canta N.º 1 contaba con 100 hombres y los guerrilleros con 40 hombres, pero testimonios históricos posteriores elevan la cifra del batallón completo de 150 hasta 240 hombres. Las tropas del batallón Canta N°1 habían luchado en la batalla de San Juan y Chorrillos.

## El combate

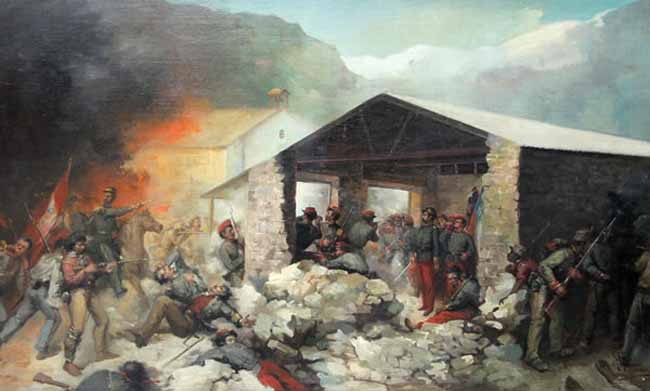
Representación artística del combate por Nicolás Guzmán.

El 26 de junio de 1881, cerca de la 1:00 p. m., la avanzada peruana se encuentra con una columna chilena de 7 soldados al mando del sargento 2° Zacarías Bisivinger, la cual sorprenden con una desacarga de fusilería por cada flanco escondidos tras grandes piedras. Los peruanos eliminan estas fuerzas y toman como prisionero a un soldado herido, José Sepúlveda, quien murió después. 
Este hecho alerta a los chilenos de la cercanía de las fuerzas peruanas. El coronel Vento pensó en pasar la noche donde estaba y atacar de madrugada a los chilenos, pero se produjo el siguiente diálogo:

[Manuel Vento]: "Basta con lo hecho ya; pasemos aquí la noche y en la madrugada bajaremos". [Nazario Igreda]: "No señor, hay tiempo y ahora mismo nos vamos sobre ellos: sabemos que ahora son 100 y los tomaremos de sorpresa; quizá mañana sea mayor el número y entonces estaremos perdidos: Hoy o nunca" [Manuel Vento] "Hágase lo que se quiere"

Vento, quien conocía la hacienda de su padre, el ingeniero Norberto Vento, divide sus tropas en tres secciones: una al mando del teniente Marcos Icochea, otra al mando del capitán Victoriano Calderón y otra la mando del propio Vento. El combate se inicia a las 4:30 p. m. de la tarde.
Araneda dividió sus fuerzas: él estaba en alrededor de las casas, y una fuerza al mando del subteniente Ismael Guzmán, estaba en unos corrales. Araneda envió 3 propios a avisar a las fuerzas chilenas en Cuevas para que los refuerce, pero los dos primeros murieron en el camino y solo el tercero llegó a dar aviso, pero cuando el destacamento de Cuevas fue a reunírse con el grueso en Sángrar, fueron rechazados por los peruanos; sin posibilidad de mantener la defensa o de reunirse con Araneda, se retira a Casapalca, donde había una guarnición chilena.
Cerca de las 6 de la tarde Vento ordena avanzar y tomar todas las posiciones chilenas. El corneta de Bernardino Igreda anuncia el asalto a 300 metros acercándose los canteños a las defensas chilenas. En la capilla, Juan Solano repica la campana.
En Sángrar, la fuerza que le quedaba a Araneda resistía el ataque peruano pese a la inferioridad numérica debido a lo favorable de la posición defensiva y a la superior calidad y cantidad del armamento que portaban (debido a que se encontraban con el parque que se iba a entregar a la expedición que venía del interior) en relación con las fuerzas peruanas. Los heridos cargaban los fusiles para aumentar la cadencia de fuego.
Después de una hora de combate, Araneda se quedó con 12 hombres y sus oficiales, mientras Guzmán con no más de 10 hombres estaba en la capilla, que tenía techo de zinc. Los peruanos le propusieron rendírse a Araneda, que contaba con 7 hombres y no podía reunírse con las fuerzas de Guzmán, pero no lo hizo.
Llegada la medianoche, las fuerzas peruanas recuperaron los 800 carneros que antes habían tomado los chilenos y se retiraron con 2 prisioneros y 48 fusiles Comblain de las fuerzas chilenas. Los chilenos al mando de Araneda, que estaban refugiados en una casa con techo de zinc, se mantuvieron en su posición hasta la llegada de los refuerzos desde Casapalca.
Las bajas chilenas fueron 24 muertos, 18 heridos y 2 prisioneros. Las peruanas, según Araneda: 

No puedo precisar a V.S. el número de bajas del enemigo, por haber llevado consigo éste durante la noche la mayor parte  de sus heridos y muertos

Según el parte oficial de Emilio Fuentes, la bajas peruanas fueron de 4 muertos (entre ellos el alférez Falcón) y 5 heridos (2 oficiales y 3 soldados). Según el testimonio del capitán del batallón Canta Luis G. Escudero, las bajas, entre muertos y heridos, eran 38 de la tropa y 3 de los voluntarios.

## Controversia
Tanto la historiografía Peruana como la Chilena se atribuyen victorias en este enfrentamiento. Los peruanos afirman que se retiraron con su ganado que había sido tomado en los días anteriores, armas y prisioneros. Los chilenos afirman que no se rindieron y mantuvieron su posición hasta la llegada de refuerzos. También está la versión de que los peruanos dejaron retirarse a los chilenos después de haberlos vencido e inclusive, cortado la oreja a uno de ellos en combate cuerpo a cuerpo, por parte del Venturino Nazario Chamorro.
Cada 26 de junio en la provincia de Canta —en especial en su capital homónima— se celebra con actividades cívicas y sociales este triunfo sobre las fuerzas chilenas. El 18 de abril de 2006 se promolgó la Ley N.º 28712, que declara el 26 de junio Día del Combate de Sángrar y Día Cívico Nacional Laborable en toda la república, en homenaje a esa victoria.